# Mexistenasellus coahuila
Mexistenasellus coahuila é uma espécie de crustáceo da família Stenasellidae.
Pode ser encontrada nos seguintes países: México e Estados Unidos da América.